# Зец планина
Зец планина је вулканска планина у Врангелском вулканском пољу, у Јукону, Канада. Налази се источно од границе са Аљаском, САД. Планина је настала као резултат топљења коре, субакције Тихоокенаске литосферне плоче испод Северне Америке. Као и већина вулака у Јукону, део је Ватреног појаса Пацифика, који обухвата преко 160 вулкана.